# 디나르쿠스
디나르쿠스(그리스어: Δείναρχος, Dinarchus, 기원전 361년~기원전 291년)는 코린토스 출신의 고대 그리스의 연설문 작가이다. 그는 비잔티움 아리스토파네스와 사모트라케의 아르스타르쿠스에 의해 제본된 알렉산드리아 경전에 포함된 기원전 3세기의 마지막 10명의 아티카의 현자였다. 소스트라투스(또는 소크라테스)의 아들 디나르쿠스는 어린시절에 아테네에 정착하였다. 25세이전에 그는 로고그래퍼였다. 그는 법정을 위해서 연설문을 작성하였다. 외국인으로서 그는 논쟁에 참여할 수 없었다. 그는 테오프라스투스와 테마메트리우스 팔레레우스 둘 모두의 학생이었다. 그리고 일찍이 특정 유창함과 문체의 다양성을 취득하였다.
기원전 324년 아레오파카스는 조사 후에 알렉산더의 도망한 회계원 하르팔루스에게서 뇌물을 받았다고 보고하였다. 10명의 검찰관이 임명되었다. 디나르쿠스는 이들 검찰관의 하나 또는 이상에 대해서 현재에는 실전된 세가지 연설문을 썼다.
디나르쿠스의 동정심은 마케도니아가 조정하는 아테네 과두정치를 선호하였다. 그러나 그가 아테네 시만이 아님이 기억되어야 한다. 아에스치네스와 데마데스는 그러한 변명을 지니지 않았다. 하르팔루스 사건에서 데모스테네스는 의심없이 무죄이며 그리하여 아마도 피고인의 다른 이들이었다. 아직 히테레이데스는 가장 정렬적인 애구가로 디나르쿠스와 같은 편이었다.
그의 주인 데메트리우스 팔레레우스의 진정하래에 디나르쿠스는 큰 정치적인 영향력을 행사하였다. 기원전 317년에서 기원전 307년은 그의 인생의 가장 번영하는 해였다. 데메트리우스 팔레레우스의 유죄선고와 데메트리우스 폴리오르케테스의 민주회복에 따라 디나르쿠스는 사형이 언도되었고 에우보이아의 칼키스로의 추방으로 감형되었다. 기원전 292년 그의 친구 테오프라스투스 덕분에 그는 아티카로 돌아올수 있었다. 그리고 이전의 협회 프록세누스와 나라는 그의 거주권을 차지하였다.